# حركة الضباط الأحرار والمدنيين
حركة الضباط الأحرار والمدنيين كانت حركة مُعارضة عراقية ناضلت ضد الرئيس صدام حسين. تشكلت الحركة في عام 1996 على يدِ ضباط مُنشقين عن الجيش العراقي بقيادة العميد السابق نجيب الصالحي. ادّعت الحركة أنها تضم في صفوفها 30000 مقاتل. على الرغم من أن الصالحي من السنة العرب إلا أن الحركة ضمّت خليطًا من العرب السنة، الشيعة، والتركمان ولهذا حاولت المجموعة دعم الثلاث والتوفيق بينهم. بعد غزو العراق عام 2003؛ عادا الحركة للتمركز في العراق ثم طعنت في انتخابات عام 2005 البرلمانية حيث حصلت على 6,372 صوتًا فقط.